# Дембнялкі (гміна Ліскув)
Дембнялкі (пол. Dębniałki) — село в Польщі, у гміні Ліскув Каліського повіту Великопольського воєводства.